# Палата господ Австрии
Палата господ (нем. Herrenhaus; чеш. Panská sněmovna; итал. Camera dei signori) — верхняя палата рейхсрата Цислейтании. Создана 26 февраля 1861 года и просуществовала до окончания Первой мировой войны и распада Габсбургской монархии 12 ноября 1918 года.

## История
Палата господ создана в соответствии с Февральским патентом 26 февраля 1861 года как верхняя палата Рейхсрата и была аналогична британской Палате лордов. В Палате господ место было не избираемое, а назначаемое по рождению и статусу. Палата господ впервые собралась 29 апреля 1861 года во Дворце Нидеростеррайх на венской улице Херренгассе, где она заседала до завершения строительства здания австрийского парламента на бульваре Рингштрасе. Первое заседание на новом месте состоялось 4 декабря 1883 года.
В 1867 году в Палате господ шло неоднозначное обсуждение переговоров с Венгрией, которые велись имперским правительством без мандата парламента.
В декабре 1906 года члены Палаты господ во главе с эрцгерцогом Францем Фердинандом резко выступили против введения всеобщего мужского избирательного права, инициированного австрийским правительством министра-президента барона Макса Владимира фон Бека для удовлетворения требований социал-демократов под руководством Виктора Адлера.
В Палате господ с 1867 по 1918 год Совсего двенадцать парламентских сессий, на которых обсуждались законы касающиеся внешней политики, вооруженных сил и их финансирования.

### Роспуск
Предпоследнее заседание Палаты господ проходило 24 октября 1918 года, на котором обсуждался Народный манифест императора Карла I, принятый 16 октября 1918 года. Последняя сессия Палаты господ состоялась 30 октября 1918 года, во время распада Австро-Венгерской империи. Последний австрийский министр-президент Генрих Ламмаш объявил, что его кабинет, назначенный императором Карлом I 27 октября, не будет делать никаких политических заявлений, после чего заседание было закрыто спикером князем Альфредом III Виндишгрецем всего через пять минут.

## Членство
В отличие от выборной Палаты депутатов, большинство новых членов Палаты господ назначались императором. Палата господ состояла из:
1. Назначенных эрцгерцогов правящего дома Габсбург-Лотарингских.
2. Австрийских архиепископов и епископов из княжеских домов.
3. Глав дворянских династий, назначенные императором. В отдельных случаях, и обычных дворян.
4. Австрийских граждан, назначенные императором пожизненно за заслуги перед государством или церковью, наукой или искусством.

Было несколько духовных господ, которые заседали в Палате в силу своей церковной роли, установленной Католической Церковью. Помимо эрцгерцогов императорской семьи, остальную часть членов составляли светские дворяне, имеющие право на титул, большинство из которых были наследственными.
Членство было правом рождения всех наследственных господ. Число членов не было фиксированным, хотя закон, принятый в 1907 году, постановил, что категория пожизненных членов должна включать не менее 150 и не более 170 мест.
Законопроекты могли быть внесены либо в Палату лордов, либо в Палату депутатов. Членам Палаты господ также разрешалось занимать должности министров правительства. Палата также имела свои собственные службы поддержки, отдельные от депутатов, включая собственную библиотеку.
Палата изучала законопроекты, одобренные Палатой депутатов, и регулярно пересматривала и вносила в них поправки. Хотя она не могла предотвратить принятие законопроектов, за исключением некоторых ограниченных обстоятельств, она могла задержать их и заставить депутатов пересмотреть свои решения. В этом качестве лорды действовали как контроль Палаты депутатов, независимый от избирательного процесса.
Речь императора произносилась во дворце Хофбург во время государственного открытия парламента.

### Состав
106 семей имели наследственное членство в Палате. Здесь перечисленны самые крупные семьи:
- Лихтенштейны
- Шаумбург-Липпе
- Лобковицы
- Дитрихштейны
- Ауэршпреги
- Фюрстенберги
- Шварценберги
- Турн-и-Таксис
- Коллоредо
- Кевенхюллеры
- Гогенлоэ-Лангенбург
- Кинские
- Виндишгрецы
- Чарторыйские
- Тун и Гогенштейн
- Меттернихи
- Зальмы
- Шёнборны
- Клари-Альдринген
- Потоцкие

## Президенты палаты
Здесь перечисленны президенты палаты господ:
- Карл Вильгельм фон Ауэршперг (1861—1867)
- Иосиф фон Коллоредо-Мансфельд (1868—1869)
- Карл Вильгельм фон Ауэршперг (1869—1870)
- Франц фон Кюфштейн (1870—1871)
- Карл Вильгельм фон Ауэршперг (1871—1879)
- Фердинанд фон Трауттмансдорф-Вайнсберг (1879—1896)
- Альфред III Виндишгрец (1897—1918)

## Полномочия
Согласно Конституции Австро-Венгрии, Палата господ имела равный статус с Палатой депутатов в законодательном органе, таким образом, закон должен был получить одобрение обеих палат и императора. Обе палаты, как и правительство, имели право инициировать законопроекты.